# Venezuela en la clasificación de Conmebol para la Copa Mundial de Fútbol de 2006
La selección de fútbol de Venezuela fue una de las diez selecciones de fútbol que participaron en la clasificación de Conmebol para la Copa Mundial de Fútbol de 2006, en la que se definieron los representantes de Conmebol para la Copa Mundial de Fútbol de 2006, que se desarrolló en Alemania.

## Sistema de juego
La etapa preliminar —también denominada eliminatorias— se jugó en América del Sur, desde el 6 de septiembre de 2003 y finalizó el 11 de octubre de 2005. En las eliminatorias, se jugaron 18 fechas con el formato de todos contra todos, con partidos de ida y vuelta.
El torneo definió cinco equipos que representaron a la Confederación Sudamericana de Fútbol en la Copa Mundial de Fútbol. Los cuatro mejor posicionados, se clasificaron directamente al mundial mientras que el quinto ubicado, Uruguay, jugó repesca intercontinental frente a Australia.

## Proceso de clasificación

### Tabla de clasificación
| Equipo    | Pts | PJ | PG | PE | PP | GF | GC | Dif |
| --------- | --- | -- | -- | -- | -- | -- | -- | --- |
| Brasil    | 34  | 18 | 9  | 7  | 2  | 35 | 17 | 18  |
| Argentina | 34  | 18 | 10 | 4  | 4  | 29 | 17 | 12  |
| Ecuador   | 28  | 18 | 8  | 4  | 6  | 23 | 19 | 4   |
| Paraguay  | 28  | 18 | 8  | 4  | 6  | 23 | 23 | 0   |
| Uruguay   | 25  | 18 | 6  | 7  | 5  | 23 | 28 | -5  |
| Colombia  | 24  | 18 | 6  | 6  | 6  | 24 | 16 | 8   |
| Chile     | 22  | 18 | 5  | 7  | 6  | 18 | 22 | -4  |
| Venezuela | 18  | 18 | 5  | 3  | 10 | 20 | 28 | -8  |
| Perú      | 18  | 18 | 4  | 6  | 8  | 20 | 28 | -8  |
| Bolivia   | 14  | 18 | 4  | 2  | 12 | 20 | 37 | -17 |

### Evolución de posiciones
| País / Fecha | 1 | 2  | 3 | 4 | 5 | 6 | 7 | 8 | 9 | 10 | 11 | 12 | 13 | 14 | 15 | 16 | 17 | 18 |
| ------------ | - | -- | - | - | - | - | - | - | - | -- | -- | -- | -- | -- | -- | -- | -- | -- |
| Venezuela    | 8 | 10 | 9 | 5 | 4 | 5 | 6 | 6 | 6 | 6  | 9  | 8  | 9  | 8  | 9  | 8  | 8  | 8  |

## Partidos

### Primera vuelta
| 6 de septiembre de 2003 | Ecuador                   | 2:0 (1:0) | Venezuela | Estadio Olímpico Atahualpa, Quito                        |                                                          |
|                         | Espinoza 5' · Tenorio 72' | Reporte   |           | Asistencia: 14.997 espectadores Árbitro(s): Rubén Selman | Asistencia: 14.997 espectadores Árbitro(s): Rubén Selman |

| 9 de septiembre de 2003 | Venezuela | 0:3 (0:3) | Argentina                           | Olímpico de la UCV, Caracas                                |                                                            |
|                         |           | Reporte   | Aimar 7' · Crespo 25' · Delgado 32' | Asistencia: 24.783 espectadores Árbitro(s): Martín Vásquez | Asistencia: 24.783 espectadores Árbitro(s): Martín Vásquez |

| 15 de noviembre de 2003 | Colombia | 0:1 (0:1) | Venezuela | Estadio Metropolitano, Barranquilla                        |                                                            |
|                         |          | Reporte   | Arango 9' | Asistencia: 20.000 espectadores Árbitro(s): Carlos Chandía | Asistencia: 20.000 espectadores Árbitro(s): Carlos Chandía |

| 18 de noviembre de 2003 | Venezuela              | 2:1 (0:0) | Bolivia    | José Encarnación Romero, Maracaibo                           |                                                              |
|                         | Rey 90' · Arango 90+2' | Reporte   | Botero 60' | Asistencia: 30.000 espectadores Árbitro(s): Mauricio Reinoso | Asistencia: 30.000 espectadores Árbitro(s): Mauricio Reinoso |

| 31 de marzo de 2004 | Uruguay | 0:3 (0:1) | Venezuela                                | Estadio Centenario, Montevideo                          |                                                         |
|                     |         | Reporte   | Urdaneta 19' · González 67' · Arango 77' | Asistencia: 40.094 espectadores Árbitro(s): René Ortubé | Asistencia: 40.094 espectadores Árbitro(s): René Ortubé |

| 1 de junio de 2004 | Venezuela | 0:1 (0:0) | Chile       | Polideportivo de Pueblo Nuevo, San Cristóbal              |                                                           |
|                    |           | Reporte   | Pinilla 83' | Asistencia: 23.040 espectadores Árbitro(s): Carlos Torres | Asistencia: 23.040 espectadores Árbitro(s): Carlos Torres |

| 6 de junio de 2004 | Perú | 0:0 (0:0) | Venezuela | Estadio Nacional, Lima                                      |                                                             |
|                    |      | Reporte   |           | Asistencia: 40.000 espectadores Árbitro(s): Jorge Larrionda | Asistencia: 40.000 espectadores Árbitro(s): Jorge Larrionda |

| 5 de septiembre de 2004 | Paraguay    | 1:0 (0:0) | Venezuela | Estadio Defensores del Chaco, Asunción                     |                                                            |
|                         | Gamarra 52' | Reporte   |           | Asistencia: 30.000 espectadores Árbitro(s): Gustavo Méndez | Asistencia: 30.000 espectadores Árbitro(s): Gustavo Méndez |

| 9 de octubre de 2004 | Venezuela      | 2:5 (0:2) | Brasil                                        | Estadio José Encarnación Romero, Maracaibo                 |                                                            |
|                      | Morán 79', 90' | Reporte   | Kaká 5', 54' · Ronaldo 48', 50' · Adriano 75' | Asistencia: 26.133 espectadores Árbitro(s): Carlos Chandía | Asistencia: 26.133 espectadores Árbitro(s): Carlos Chandía |

### Segunda vuelta
| 14 de octubre de 2004 | Venezuela                         | 3:1 (1:1) | Ecuador       | Polideportivo de Pueblo Nuevo, San Cristóbal              |                                                           |
|                       | Urdaneta 20' (p) · Morán 72', 80' | Reporte   | Ayoví 41' (p) | Asistencia: 13.800 espectadores Árbitro(s): Eduardo Lecca | Asistencia: 13.800 espectadores Árbitro(s): Eduardo Lecca |

| 17 de noviembre de 2004 | Argentina                                           | 3:2 (2:1) | Venezuela                     | Estadio Monumental, Buenos Aires                             |                                                              |
|                         | Rey 3' (a.g.) · Riquelma 45+1' · Javier Saviola 65' | Reporte   | Morán 31' · Leonel Vielma 72' | Asistencia: 64.000 espectadores Árbitro(s): Gilberto Hidalgo | Asistencia: 64.000 espectadores Árbitro(s): Gilberto Hidalgo |

| 26 de marzo de 2005 | Venezuela | 0:0 (0:0) | Colombia | Estadio José Encarnación Romero, Maracaibo               |                                                          |
|                     |           | Reporte   |          | Asistencia: 18.000 espectadores Árbitro(s): Carlos Simon | Asistencia: 18.000 espectadores Árbitro(s): Carlos Simon |

| 29 de marzo de 2005 | Bolivia                                     | 3:1 (2:0) | Venezuela     | Estadio Hernando Siles, La Paz                           |                                                          |
|                     | Cichero 2' (a.g.) · Castillo 25' · Vaca 84' | Reporte   | Maldonado 71' | Asistencia: 7.908 espectadores Árbitro(s): Eduardo Lecca | Asistencia: 7.908 espectadores Árbitro(s): Eduardo Lecca |

| 4 de junio de 2005 | Venezuela     | 1:1 (0:1) | Uruguay   | Estadio José Encarnación Romero, Maracaibo                   |                                                              |
|                    | Maldonado 74' | Reporte   | Forlán 2' | Asistencia: 12.504 espectadores Árbitro(s): Gabriel Brazenas | Asistencia: 12.504 espectadores Árbitro(s): Gabriel Brazenas |

| 8 de junio de 2005 | Chile            | 2:1 (1:0) | Venezuela | Estadio Nacional, Santiago                                |                                                           |
|                    | Jiménez 31', 60' | Reporte   | Morán 82' | Asistencia: 35.506 espectadores Árbitro(s): Carlos Torres | Asistencia: 35.506 espectadores Árbitro(s): Carlos Torres |

| 3 de septiembre de 2005 | Venezuela                                       | 4:1 (1:0) | Perú       | Estadio José Encarnación Romero, Maracaibo                |                                                           |
|                         | Maldonado 17' · Arango 68' · Torrealba 73', 79' | Reporte   | Farfán 63' | Asistencia: 6.000 espectadores Árbitro(s): Marcio Rezende | Asistencia: 6.000 espectadores Árbitro(s): Marcio Rezende |

| 8 de octubre de 2005 | Venezuela | 0:1 (0:0) | Paraguay         | Estadio José Encarnación Romero, Maracaibo                   |                                                              |
|                      |           | Reporte   | Haedo Valdez 64' | Asistencia: 13.272 espectadores Árbitro(s): Horacio Elizondo | Asistencia: 13.272 espectadores Árbitro(s): Horacio Elizondo |

| 14 de noviembre de 2005 | Brasil                                         | 3:0 (1:0) | Venezuela | Estadio Mangueirão, Belém                                   |                                                             |
|                         | Adriano 28' · Ronaldo 51' · Roberto Carlos 61' | Reporte   |           | Asistencia: 47.000 espectadores Árbitro(s): Héctor Baldassi | Asistencia: 47.000 espectadores Árbitro(s): Héctor Baldassi |

## Goleadores
El goleador de la selección venezolana durante las clasificatorias fue Ruberth Morán, con seis goles en total. 
| Jugador             | Selección | Goles |
| ------------------- | --------- | ----- |
| Ruberth Morán       | Venezuela | 6     |
| Juan Arango         | Venezuela | 4     |
| Giancarlo Maldonado | Venezuela | 3     |
| José Torrealba      | Venezuela | 2     |
| Gabriel Urdaneta    | Venezuela | 2     |
| Héctor González     | Venezuela | 1     |
| José Manuel Rey     | Venezuela | 1     |
| Leonel Vielma       | Venezuela | 1     |